# Thubten Lungtog Tenzin Trinley
Thubten Lungtog Tenzin Trinley (1903-1983) was een Tibetaans tulku en zesde Ling Rinpoche.
Hij was de zevenennegentigste ganden tripa van 1903 tot 1983 en daarmee de hoofdabt van het klooster Ganden en hoogste geestelijke in de gelugtraditie in het Tibetaans boeddhisme.
Hij was een leraar van de veertiende dalai lama, maar ook van andere geestelijken zoals de Dagpo rinpoche (1932-). Hij was een van de belangrijkste twee leerlingen van Pabongka, een boeddhistisch fundamentalist en aanstichter van de Dorje Shugden-controverse..
- CiNii: DA08949784
- Gemeinsame Normdatei: 123222192
- International Standard Name Identifier: 0000 0000 8218 8713
- Library of Congress Control Number: n88284182
- Système universitaire de documentation: 030110831
- Virtual International Authority File: 36024044
- WorldCat: E39PBJgHhGfHHMDtKYqxk4BHG3